# Cantón de Châtenois
El cantón de Châtenois era una división administrativa francesa, que estaba situada en el departamento de Vosgos y la región de Lorena.

## Composición
El cantón estaba formado por veinticinco comunas:
- Aouze
- Aroffe
- Balléville
- Châtenois
- Courcelles-sous-Châtenois
- Darney-aux-Chênes
- Dolaincourt
- Dommartin-sur-Vraine
- Gironcourt-sur-Vraine
- Houécourt
- La Neuveville-sous-Châtenois
- Longchamp-sous-Châtenois
- Maconcourt
- Morelmaison
- Ollainville
- Pleuvezain
- Rainville
- Removille
- Rouvres-la-Chétive
- Saint-Paul
- Sandaucourt
- Soncourt
- Vicherey
- Viocourt
- Vouxey

## Supresión del cantón de Châtenois
En aplicación del Decreto nº 2014-268 de 27 de febrero de 2014, el cantón de Châtenois fue suprimido el 22 de marzo de 2015 y sus 25 comunas pasaron a formar parte; veinticuatro del nuevo cantón de Mirecourt y una del nuevo cantón de Neufchâteau.